# Виноград (Черновицкая область)
Виноград (укр. Виноград) — село в Брусницкой сельской общине Вижницкого района Черновицкой области Украины.
До 2020 года входило в Кицманский район
Население по переписи 2001 года составляло 196 человек. Почтовый индекс — 59357. Телефонный код — 3736. Код КОАТУУ — 7322586003.